# Nikolai Borissowitsch Sokolow

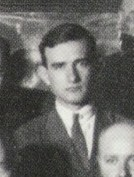
Sokolow auf der ersten Konferenz der OSA, 1928.

Nikolai Borissowitsch Sokolow (russisch Николай Борисович Соколов; wiss. Transliteration Nikolaj Borisovič Sokolov); (* 9.jul. / 22. März 1904greg. in Sankt Petersburg; † 1. März 1990 in Moskau) war ein sowjetischer konstruktivistischer Architekt und desurbanistischer Stadtplaner.

## Leben
Sokolow wurde am 22. März 1904 in Sankt Petersburg geboren.
1925–30 studierte er an der WChUTEMAS (später WChUTEIN) in Moskau unter der Leitung von Alexander Wesnin. Sein 1928 entworfenes Diplomprojekt war ein Entwurf für ein Kurhotel. Sokolow war Mitglied der OSA. 1926–30 war er wissenschaftlicher Sekretär der Zeitschrift Sowremenaja architektura (SA).
1929–30 arbeitete er in der Sektion für die sozialistische Bebauung nach dem Staatsplan der RSFSR. Dabei erarbeitete er mit Wjacheslaw Wladimirow, Michail Barschtsch, Michail Ochitowitsch einen desurbanistischen Wettbewerbsentwurf für die Stadt Magnitogorsk, der jedoch nicht umgesetzt wurde. 1930 arbeitete er an dem Wettbewerbsentwurf für die Grüne Stadt, ein geplanter Vorort von Moskau, mit. Auch diese Pläne blieben unverwirklicht. Ebenso die Pläne für Tschardschou, die er in einer Brigade 1931–32 mitanfertigte.
1990 starb Nikolai Sokolow in Moskau.

## Werke (Auswahl)

### Unverwirklichte Werke
- 1929–30 mit der Sektion für die sozialistische Bebauung: Generalplan für Magnitogorsk
- 1929–30 mit der Sektion für die sozialistische Bebauung: Generalplan für die Grüne Stadt, Moskau
- 1931–32 mit einer Brigade: Generalplan für Tschardschou